# (21928) Prabakaran
(21928) Prabakaran est un astéroïde de la ceinture principale d'astéroïdes.

## Description
(21928) Prabakaran est un astéroïde de la ceinture principale d'astéroïdes. Il fut découvert le 4 novembre 1999 à Socorro (Nouveau-Mexique) par le projet LINEAR. Il présente une orbite caractérisée par un demi-grand axe de 2,73 UA, une excentricité de 0,07 et une inclinaison de 4,1° par rapport à l'écliptique.

## Compléments